# Mulegé (község)
Mulegé község Mexikó Déli-Alsó-Kalifornia államának északi részén. Területe 32 058 km², ezzel a második legnagyobb területű község egész Mexikóban. Lakossága viszont (2010-es adat) csak 59 114 fő, így népsűrűsége rendkívül alacsony. A községközpont Santa Rosalía, itt 11 765-en élnek, a legnagyobb település viszont a sólepárlásáról és a szürke bálnáiról ismert Guerrero Negro (13 054 fő).

## Fekvése
A község Déli-Alsó-Kalifornia állam északi harmadát foglalja el. Nyugaton a Csendes-óceánnal, keleten a Kaliforniai-öböllel határos. Területének felét a Vizcaíno-sivatag, másik felét az Észak-amerikai Parti-hegységhez tartozó, vulkáni eredetű Sierra de la Giganta foglalja el. Legmagasabb pontja a Volcán Las Tres Vírgenes (A Három Szűz Vulkánja), melynek magassága 1940 méter körül van. A félszigeten végighúzódó hegylánctól nyugatra még két kisebb hegyvidék található a községben: középen a Picachos de Santa Clara a legmagasabb, nyugati csücskében pedig a Sierra El Placer.
Éghajlata sivatagos: igen forró és száraz, az éves átlagos csapadékmennyiség sehol sem éri el a 300 mm-t, de legnagyobb részén a 100 mm-t sem. Ennek megfelelően állandó folyója nincs, csak időszakos vízfolyásai. Az erdők, legelők és a mezőgazdaság által hasznosított területek összesen még a terület 1%-át sem teszik ki.

## Élővilág
A község növényzete a sivatagos részeken ritkás, máshol alacsony bozótos a jellemző. Gyakori a mexikói óriáskaktusz (Pachycereus pringlei, helyi nevén cardón), a Myrtillocactus geometrizans nevű kaktusz (garambullo), a torote nevű fa és a pitaja. A kicsit csapadékosabb helyek bővelkednek a datolyapálmákban.
Állatai közül kiemelendő a Vizcaíno-sivatagban is előforduló villásszarvú antilop és a kanadai vadjuh, de nagy számban élnek itt különböző nyulak, szarvasok, prérifarkasok és pumák.

## Népesség
A község lakóinak száma a közelmúltban igen gyorsan nőtt: 1990 és 2010 között több mint másfélszeresére növekedett. A változásokat szemlélteti az alábbi táblázat:
| Év   | Lakosság |
| ---- | -------- |
| 1990 | 38 528   |
| 1995 | 45 963   |
| 2000 | 45 989   |
| 2005 | 52 743   |
| 2010 | 59 114   |

## Települései
A községben 2010-ben 459 lakott helyet tartottak nyilván, de elsöprő többségük igen kicsi: 369 településen 10-nél is kevesebben éltek. A jelentősebb helységek:
| Település                                | Lakosság (2010) |
| ---------------------------------------- | --------------- |
| Guerrero Negro                           | 13 054          |
| Santa Rosalía (községközpont)            | 11 765          |
| Villa Alberto Andrés Alvarado Arámburo   | 6902            |
| Heroica Mulegé                           | 3821            |
| Bahía Tortugas                           | 2671            |
| San Francisco                            | 1190            |
| Las Margaritas                           | 1595            |
| Bahía Asunción                           | 1484            |
| El Silencio                              | 1190            |
| Gustavo Díaz Ordaz                       | 969             |
| Estero de la Bocana                      | 967             |
| Punta Abreojos                           | 788             |
| San Ignacio                              | 667             |
| Los Mártires                             | 651             |
| San Bruno                                | 623             |
| Ejido San Lucas                          | 606             |
| Don Juanito                              | 484             |
| Benito Juárez                            | 482             |
| San Lino                                 | 457             |
| Névtelen település                       | 451             |
| Guamúchil                                | 449             |
| Santo Tomás                              | 400             |
| Ejido Licenciado Alfredo Vladimir Bonfil | 396             |
| Isla San Marcos                          | 394             |
| Guadalupe                                | 369             |
| Emiliano Zapata                          | 317             |
| Isla Natividad                           | 302             |